# Radko Pytlík
Radko Pytlík ( Praga, 8 de octubre de 1928 - Praga, 31 de enero de 2022) fue un crítico literario y escritor checo.

## Biografía
Nacido en Praga en 1928, durante la Segunda Guerra Mundial Pytlík formó parte de la Resistencia checa y participó en el Insurrección de Praga. En 1952 se licenció en Filosofía por la Universidad Carolina y desde 1955 trabajó en el Instituto de Literatura Checa y Mundial de la Academia Checoslovaca de Ciencias.
Centró sus estudios en la literatura checa moderna a partir del siglo XIX y, en particular, en la obra y la vida de Jaroslav Hašek, a quien dedicó su obra más conocida Toulavé house, Život Jaroslava Haška, autora Osudů dobrého vojáka Švejka, que fue traducida a varios idiomas. Entre sus obras se incluyen también monografías sobre Franz Kafka, Fiódor Dostoievski y Bohumil Hrabal.
Murió en Praga el 31 de enero de 2022, a la edad de 93 años. Fue padre del cantante y actor Vojtěch Dyk.